# يحيى خان

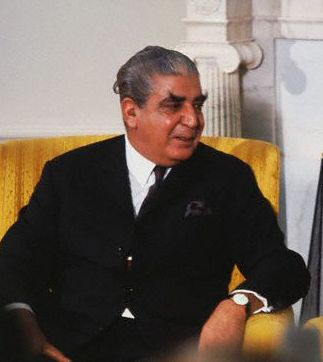
يحيى خان

آغا محمد يحيى خان (1336 - 1400 هـ / 1917 - 1980 م)، هو سياسي وعسكري وثالث رؤساء باكستان. ولد بالقرب من بيشاور. تخرج من الأكاديمية العسكرية الهندية في دهرا دون. اشترك في الحرب ضد الهند حول كشمير، وأصبح أصغر جنرال في بلاده، حيث كان في سن الأربعين. عُيِّن قائدا أعلى للقوات المسلحة سنة 1386 هـ، ثم مديرا مسؤولا عن الأحكام العرفية، وكانت قد طبقت هذه القوانين بسبب ضعف سلطة الرئيس أيوب خان. أصبح رئيسا للباكستان سنة 1389 هـ / 1969 م، ثم أجريت انتخابات عامة في سنة 1390 هـ، غير أن الاضطرابات في شرق باكستان عجُلت بسقوطه، وقد انفصلت شرق باكستان عن غربها سنة 1391 هـ، وأخيرا سلّم يحيى خان رئاسة الحكومة الباكستانية إلى ذو الفقار علي بوتو.

## روابط خارجية
- يحيى خان على موقع الموسوعة البريطانية (الإنجليزية)
- يحيى خان على موقع الموسوعة البريطانية (الإنجليزية)
- يحيى خان على موقع مونزينجر (الألمانية)
- يحيى خان على موقع إن إن دي بي (الإنجليزية)